# Just Your Fool
"Just Your Fool" é uma canção de blues do músico Little Walter. Em 2010, Cyndi Lauper lançou a música como o primeiro single de seu álbum de Memphis Blues, que conta com Charlie Musselwhite.  Lauper cantou a música com Charlie Musselwhite em Celebrity Apprentice.

## Versão de Little Walter
A canção "Just Your Fool" foi gravada em dezembro de 1960, com o apoio de Walter (vocal/harpa), Fred Rodrigues & Luther Tucker (guitarra), seguir Fred (bateria), e ou Willie Dixon ou Jimmie Lee Robinson (contrabaixo). A canção foi lançada como single em 1962, mas não entrou nas paradas, provavelmente por causa do declínio na saúde de Walter.

## Versão de Cyndi Lauper
Em 2009, Cyndi Lauper anunciou que ela estava fazendo um álbum do gênero blues. Esse álbum foi Memphis (Tennessee)Blues e "Just Your Fool" entrou neste álbum e a canção foi lançada como single  em 18 de Maio de 2010.

## Desempenho
| Parada (2010)                             | Melhor posição |
| ----------------------------------------- | -------------- |
| Billboard Digital Blues Songs             | 2              |
| Top Roadhouse Blues                       | 6              |
| iTunes Canadian Blues Songs               | 1              |
| Austrália - iTunes Australian Blues Songs | 6              |
| Estados Unidos - iTunes US Blues Songs    | 1              |
| Cash Box Beach Music Top 40 Countdown     | 21             |